# Antibalcani
Gli Antibalcani (in bulgaro Sredna gora?, Montagna di mezzo) sono una catena montuosa della Bulgaria centrale.
Gli Antibalcani precedono a sud la catena parallela dei Monti Balcani.
Il gruppo è delimitato a ovest dal fiume Iskăr e a est dal percorso a gomito del fiume Tundža, a nord della città di Jambol.
La serie continua di modesti rilievi che costituisce gli Antibalcani si estende per 285 km in direzione ovest-est, arrivando ad una estensione massima nel senso opposto di 50 km. La maggiore elevazione è il Goljam Bogdan (1604 m s.l.m.).
Il gruppo montuoso è diviso in tre parti dai fiumi Topolnica e Strjama: una zona occidentale (Zapadna o Ihtimanska Sredna Gora), una centrale (Săštinska Sredna Gora) ed una orientale (Sărnena Gora).
Tra gli Antibalcani e la Stara Planina si trova la città di Kazanlăk, capoluogo della famosa valle delle rose (Розова долина), situata nel centro geografico della Bulgaria. La città è nota anche per la Tomba trace di Kazanlăk, un'antica sepoltura proclamata Patrimonio mondiale dell'umanità.